# Алан Макіналлі
Алан Макіналлі (англ. Alan McInally, нар. 10 лютого 1963, Ер) — шотландський футболіст, що грав на позиції нападника, зокрема, за «Селтік» та «Баварію», а також національну збірну Шотландії.
Чемпіон Шотландії. Володар Кубка Шотландії. Чемпіон Німеччини. Володар Суперкубка Німеччини. 

## Клубна кар'єра
У дорослому футболі дебютував 1980 року виступами за команду клубу «Ейр Юнайтед» з рідного міста, в якій провів чотири сезони, взявши участь у 93 матчах другого шотландського дивізіону. 
Своєю грою за цю команду габаритний форвард привернув увагу представників «Селтіка», і 1984 року приєднався до одного з найтитулованіших шотландських клубів. У команді з Глазго стати стабільним гравцем основного складу зумів лише на третій рік перебування у клубі, коли взяв участь у 38 іграх шотландської першості, в яких відзначився 15 голами.
Протягом 1987—1989 років захищав кольори команди клубу «Астон Вілла». У першому сезоні в Англії допоміг новій команді вибороти підвищення у класі до вищого дивізіону, а наступного — втриматися в еліті, забивши у найвищій англійській лізі 14 голів у 33 матчах.
1989 року уклав контракт з мюнхенською «Баварією». Відразу після переїзду до Німеччини став одним з головних бомбардирів мюнхенської команди — забив 10 голів у 31 грі переможного для «Баварії» сезону 1989/90 (його партнер по нападу Роланд Вольфарт відзначився 13 голами). Утім з наступного сезону втратив місце у складі «Баварії», а 1992 року зазнав важкої травми коліна і до завершення контракту з німецьким клубом на поле вже не виходив.
Завершив професійну ігрову кар'єру на батьківщині у клубі «Кілмарнок», за команду якого провів вісім ігор в сезоні 1993/94, після чого у 31-річному віці був змушений остаточно припинити виступи на полі.

## Виступи за збірну
1989 року дебютував в офіційних матчах у складі національної збірної Шотландії. Протягом кар'єри у національній команді, яка тривала 2 роки, провів у формі головної команди країни 8 матчів, забивши 3 голи.
У складі збірної був учасником чемпіонату світу 1990 року в Італії, де взяв участь в одній грі, в якій його команда поступилася 0:1 костариканцям.

## Титули і досягнення
- Чемпіон Шотландії (1):

«Селтік»: 1985-1986
- Володар Кубка Шотландії (1):

«Селтік»: 1984-1985
- Чемпіон Німеччини (1):

«Баварія»: 1989-1990
- Володар Суперкубка Німеччини (1):

«Баварія»: 1990